# 桑巴縣
桑巴縣是印度的一個縣，位於該國北部，由查谟和克什米尔負責管轄，面積913平方公里，2011年人口318,611，九成半人口信奉印度教，人口密度每平方公里349人。